# Dániel Gyurta
Dániel Gyurta (n. Budapest, 4 de mayo de 1989) es un nadador húngaro, ganador de la medalla de Plata en los Juegos Olímpicos de Atenas 2004, así como la medalla de Oro en los Juegos Olímpicos de Londres 2012, ambas en 200 m estilo braza.

## Biografía
Daniel Gyurta nació el 4 de mayo de 1989 en el distrito 3 de Budapest, lugar donde también creció. Su afición por la natación se dio cuando, a la edad de 4 años, sus padres lo enviaron en un verano a un campamento de natación. Fue galardonado como el «Atleta de Óbuda», ciudad de donde es originario. Estudia Economía en el Budapest College of Communication and Business.

## Trayectoria
En los Juegos Olímpicos de Atenas 2004, Dániel Gyurta compitió en 200 m estilo braza, a diferencia de su rival Brendan Hansen y Kōsuke Kitajima, Gyurta nadó relativamente lento en los primeros 100 m, pero los siguientes 100 m lo hizo muy rápido.
El 12 de agosto de 2008, en los Juegos Olímpicos de Beijing se estableció un récord olímpico en los preliminares de los 200 metros estilo braza. Su récord fue roto un día más tarde por Kitajima en las semifinales, donde Gyurta terminaría en la quinto posición.
En el Campeonato Mundial de Natación de 2009 ganó la medalla de Oro en 200 m estilo braza, superando a Eric Shanteau en los últimos metros. Fue nombrado como «El Deportista Húngaro del año» por este logro. Dos años más tarde Gyurta retuvo la medalla de Oro en el Campeonato Mundial de Natación de 2011, convirtiéndose así en el segundo hombre en defender el título mundial en 200 metros estilo braza.
En los Juegos Olímpicos de Londres 2012, ganó la medalla de Oro y estableció un nuevo récord mundial en los 200 m estilo braza.

## Mejores tiempos
| Competencia        | Tiempo  | Evento                           | Fecha               | Notas          |
| ------------------ | ------- | -------------------------------- | ------------------- | -------------- |
| 100 m estilo pecho | 59.53   | Juegos Olímpicos de Londres 2012 | 29 de julio de 2012 |                |
| 200 m estilo pecho | 2:07.28 | Juegos Olímpicos de Londres 2012 | 1 de agosto de 2012 | Record Mundial |